# Paul Schwieger
Otto Reinhold Richard Paul Schwieger (* 15. Mai 1850 in Berlin; † 17. Dezember 1904 ebenda) war ein deutscher Gymnasialprofessor und klassischer Philologe.

## Leben und Wirken

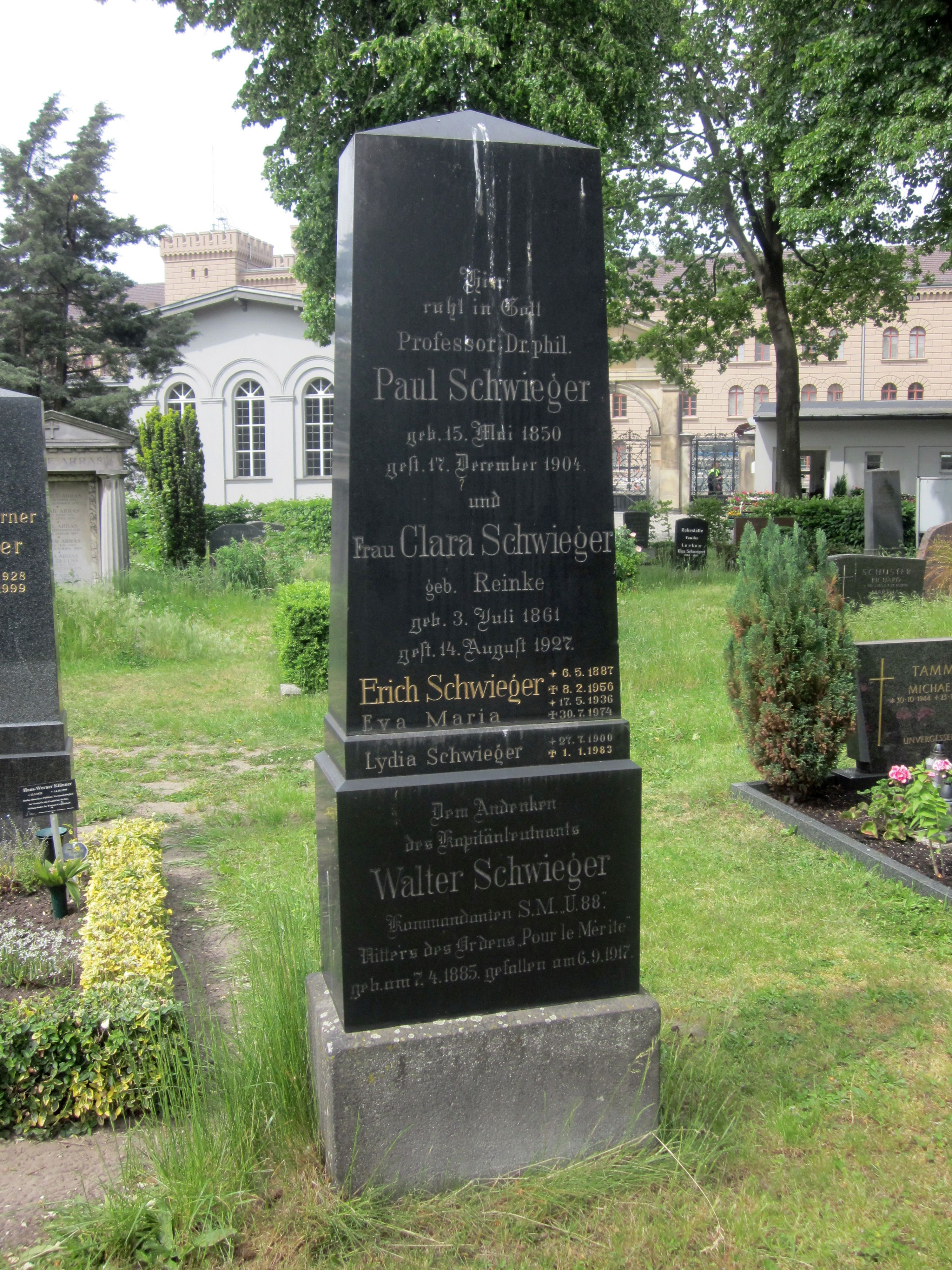
Grabstätte der Familie Schwieger auf dem Friedhof III der Jerusalems- und Neuen Kirchengemeinde, Berlin-Kreuzberg

Paul Schwieger besuchte erst die Dorotheenstädtische Realschule, dann das Friedrichs-Gymnasium Berlin und legte 1868 das Abitur ab. Anschließend wandte er sich dem Studium der Philologie an der Friedrich-Wilhelms-Universität Berlin zu. Zu seinen Dozenten zählten die Professoren Moriz Haupt, Adolf Kirchhoff und Friedrich Adolf Trendelenburg. Ferner hörte er Arabisch bei Friedrich Heinrich Dieterici, Hebräisch bei Emil Rödiger und Sanskrit bei Albrecht Weber. Ab Sommer 1869 studierte er ein Semester an der Ruprecht-Karls-Universität Heidelberg, wo er die Vorlesungen von Heinrich von Treitschke und Hermann Köchly belegte. Nach seiner Rückkehr nach Berlin im Winter desselben Jahres hörte er unter anderem bei Hermann Bonitz, Theodor Mommsen, Heinrich Kiepert, Karl Richard Lepsius und Karl Müllenhoff.:41
Mit Ausbruch des Deutsch-Französischen Kriegs 1870 unterbrach er sein Studium, trat ins Garde-Füsilier-Regiment ein und war zehn Monate in Paris eingesetzt, zuletzt als Unteroffizier. Nach seiner Dienstentlassung im Juli 1871 nahm er sein Studium wieder auf und bestand im Mai 1873 sein Staatsexamen, woraufhin er bis September 1874 ein einjähriges Probejahr am Friedrich-Wilhelms-Gymnasium in Berlin ableistete.:41 Darüber hinaus hatte er 1873 an der Georg-August-Universität Göttingen mit einer auf Latein verfassten Arbeit über den athenischen Politiker und Heerführer Kleon promoviert. Seit Ostern 1875 fungierte er als ordentlicher Lehrer am Friedrich-Wilhelms-Gymnasium und unterrichtete Französisch, Deutsch, Geschichte und Geografie.:34 f. Im Jahr 1886 wurde er ebendort zum Oberlehrer ernannt; seit 1893 trug er die Amtsbezeichnung Professor, ab 1898 im Rang der Räte vierter Klasse.
Neben seinem Beruf als Lehrer war Schwieger Reserveoffizier, stand 1875 im Rang eines Sekondeleutnants des Grenadier-Regiments „Prinz Carl von Preußen“ (2. Brandenburgisches) Nr. 12, und betätigte sich auch schriftstellerisch. Er war Mitglied der Goethe-Gesellschaft und veröffentlichte unter anderem die literaturwissenschaftlichen Abhandlungen Die Sage von Amis und Amiles (1885) und Der Zauberer Virgil (1897). Erstere wurde von Gaston Paris in der Fachzeitschrift Romania und von Eugen Kölbing in den Englischen Studien rezensiert, letztere im Literarischen Centralblatt für Deutschland, in der Berliner Philologischen Wochenschrift, der Deutschen Litteraturzeitung sowie erneut in Romania überwiegend negativ besprochen. Der Zauberer Virgil wird zudem im Deutschen Literatur Lexikon – Das Mittelalter zur relevanten Sekundärliteratur zur mittelalterlichen Rezeption des römischen Dichters Vergil als Zauberer gezählt.
Paul Schwieger starb im Alter von 54 Jahren. Er war evangelischer Konfession und seit 1883 mit Clara geb. Reinke (1861–1927) verheiratet, die 1884 einen ersten Sohn gebar. 1885 folgte der spätere U-Boot-Kommandant Walther Schwieger († 1917), der durch die Versenkung des Passagierdampfers Lusitania Bekanntheit erlangte. 1887 kam ein weiterer Sohn zur Welt.

## Schriften (Auswahl)
- De Cleone Atheniensi. Dissertation. Lange, Göttingen 1873 (Latein, archive.org).
- Die Sage von Amis und Amiles. In: Jahres-Bericht über das Königliche Friedrich-Wilhelms-Gymnasium. Berlin 1885, S. 3–38 (digitale-sammlungen.de).
- A. S. Schönborns lateinisches Lesebuch zur Einübung der lateinischen Formenlehre. Zwei Bände inkl. Vorbereitungsheft. 24., gänzlich umgearbeitete Auflage. Mittler, Berlin 1892–1893 (begründet von August S. Schönborn [1801–1857]).
- Der Zauberer Virgil. Mittler, Berlin 1897 (digitale-sammlungen.de).